# Gertrude Woodcock Seibert
Gertrude Woodcock Seibert (ur. 16 listopada 1864 w Altoonie; zm. 13 czerwca 1928 w Miami) – amerykańska poetka, autorka publikacji „Niebiańska manna” oraz współautorka „Berejskiego podręcznika nauczycieli biblijnych”. Autorka wielu tekstów pieśni Badaczy Pisma Świętego ze śpiewnika „Radosne pieśni Syjonu”.

## Życiorys
W 1894 roku Gertrude Seibert została członkiem ruchu Badaczy Pisma Świętego. Od roku 1899 liczne jej wiersze ukazywały się w „Strażnicy Syjońskiej”. Była również autorką wielu tekstów pieśni ze śpiewnika „Radosne pieśni Syjonu na wszystkie zebrania chrześcijańskie”.

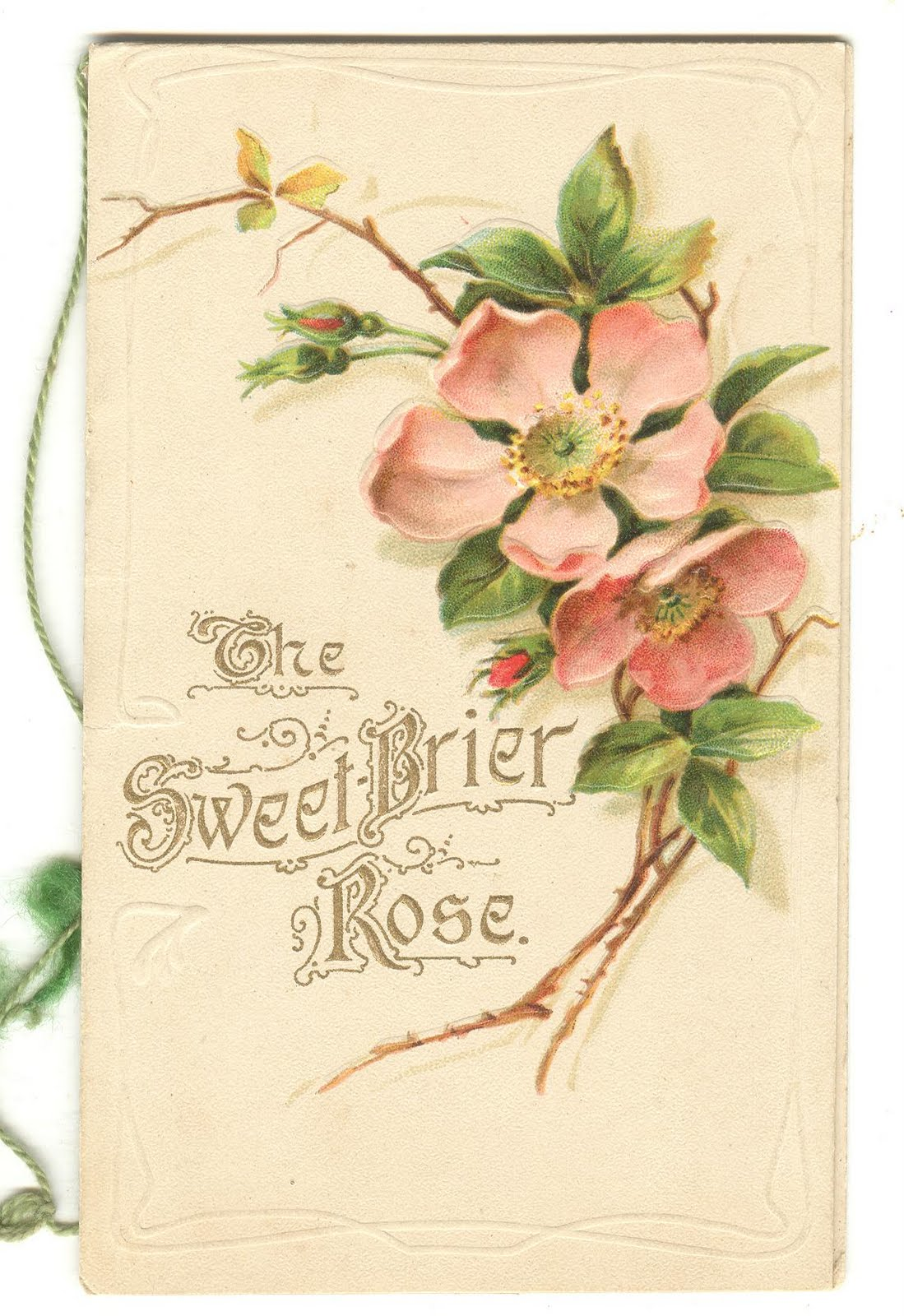
„The Sweet Brier Rose” (okładka)

Opracowała wydaną w 1905 roku i przez wiele lat cieszącą się dużą popularnością publikację Towarzystwa Strażnica pod tytułem „Niebiańska manna, czyli rozmyślania duchowe na każdy dzień w roku dla domowników wiary” (ang. Daily Heavenly Manna for the Household of Faith, a w roku 1907 jako Daily Heavenly Manna and Birthday Record [Niebiańska manna na każdy dzień w roku i spis dat urodzin]). Zawierała ona zestaw wersetów biblijnych przeznaczonych do czytania na każdy dzień roku wraz z krótkimi komentarzami pochodzącymi z artykułów ze „Strażnicy Syjońskiej”. Do 1914 roku książka ta tylko w języku angielskim osiągnęła łączny nakład 150 tys. egzemplarzy. Publikacja ta ukazała się między innymi w językach: greckim, norweskim, niemieckim, polskim, rumuńskim i szwedzkim.
W 1905 roku ukazało się specjalne ilustrowane wydanie wiersza „In the Garden of the Lord” autorstwa Gertrude Seibert. Współredagowała wspólnie z Claytonem J. Woodworthem również „Berejski podręcznik nauczycieli biblijnych” (ang. Berean Bible Teachers' Manual), w tym głównie dwa jego dodatki: Instructors' Guide-Texts oraz Berean Topical Index (wydane po polsku jako broszura „Spis tematów biblijnych”). W 1909 roku wydano wiersz Gertrude Seibert „Ta słodka dzika róża” (ang. The Sweet Brier Rose) w formie broszury noworocznej o nakładzie 500 tysięcy egzemplarzy. W 1926 roku w Miami wydano tomik jej wierszy pod tytułem „The Sweet-Brier Rose and Other Poems”.
Po podziałach w ruchu Badaczy Pisma Świętego Gertrude Seibert pozostała związana z Towarzystwem Strażnica i największą grupą Badaczy Pisma Świętego, która w 1931 roku przyjęła nazwę Świadkowie Jehowy. Zmarła w czerwcu 1928 w Miami po przejściu nieudanej operacji. Została przewieziona do Mount Union i tam pogrzebana. Mowę pogrzebową wygłosił członek zarządu Towarzystwa Strażnica Alexander H. Macmillan.